# Champtercier
Champtercier är en kommun i departementet Alpes-de-Haute-Provence i regionen Provence-Alpes-Côte d'Azur i sydöstra Frankrike. Kommunen ligger  i kantonen Digne-les-Bains-Ouest som ligger i arrondissementet Digne-les-Bains. År 2022 hade Champtercier 785 invånare.

## Befolkningsutveckling
Antalet invånare i kommunen Champtercier
Referens: INSEE